# طرفاوية
الفصيلة الطرفاوية أو الأثلية (باللاتينية: Tamaricaceae) هي فصيلة نباتية تضم أشجاراً و شجيرات التي تعيش في المناطق الجافة. من نباتاتها الأثل.